# Бенджамин, Честер Рэй
Че́стер Рэй Бе́нджамин (англ. Chester Ray Benjamin; 23 января 1922 — 20 апреля 2002) — американский миколог-микробиолог, специалист по систематике эуроциевых грибов.

## Биография
Родился 23 января 1922 года. Учился в Колледже Маунт-Юнион в Аллайансе (Огайо), в 1948 году окончил его со степенью бакалавра. Впоследствии под руководством профессора Джорджа Уилларда Мартина получил степень магистра, в 1955 году защитил диссертацию доктора философии. В диссертации Бенджамин подробно изучил процесс образования и строение плодовых тел у Aspergillus и Penicillium, описал род телеоморф Talaromyces.
С 1947 года Честер Бенджамин был женат на Маргарет Эллиот Харт.
Работал в Лаборатории ферментации Северной региональной исследовательской лаборатории в Пеории. С 1960 года — руководитель проекта по микологическому исследованию Отделения защиты культурных растений Сельскохозяйственной исследовательской службы в Белтсвилле.
В 1967 году Бенджамин избирался президентом Микологического общества Америки.
В 1971 году оставил изучение микологии, решив продолжить работу в Государственном департаменте США и Отделении по международному сотрудничеству и развитию Министерства сельского хозяйства.
Скончался 20 апреля 2002 года.

## Некоторые публикации
- Benjamin C. R. Ascocarps of Aspergillus and Penicillium. — Mycologia. — 1955. — Vol. 47. — P. 669—687.
- Hesseltine C. W., Benjamin C. R., Mehrotra B. S. The genus Zygorhynchus. — Mycologia. — 1959. — Vol. 51. — P. 173—194.
- Benjamin C. R., Hesseltine C. W. Studies on the genus Phycomyces. — Mycologia. — 1959. — Vol. 51. — P. 751—771.